# Abigail Breslin
Pour les articles homonymes, voir Breslin et Abigaïl.
Abigail Breslin [ˈæbəɡeɪl ˈbɹɛzlɪn], née le 14 avril 1996 à New York, est une actrice américaine.
En 1999, à l'âge de trois ans, elle tourne dans une publicité, puis, en 2002, à l'âge de cinq ans, dans son premier film au cinéma : Signes.
Enfant star, elle se fait connaître en 2006 grâce au film plébiscité par les critiques Little Miss Sunshine, qui fait d'elle la quatrième plus jeune actrice à prétendre à l'Oscar de la meilleure actrice dans un second rôle.
Grâce à cet important succès, elle joue ensuite dans diverses productions telles que : Le Goût de la vie (2007), Un jour, peut-être (2008), L'Île de Nim (2008), Ma vie pour la tienne (2009), Bienvenue à Zombieland (2009), Happy New Year (2011).
Des longs métrages lui permettent d'assurer une transition vers des rôles plus matures[Quoi ?] : The Call (2013), La Stratégie Ender (2013), Un été à Osage County (2013). Elle connaît aussi une série de déconvenues avec Ultimate Endgame (2014), Les Sœurs Anderson (2014), Maggie (2015) et quelques vidéofilms, puis, elle fait une incursion à la télévision pour jouer l'un des premiers rôles de la série Scream Queens (2015-2016) ainsi que le premier rôle du téléfilm Dirty Dancing (2017).

## Biographie

### Enfance et débuts précoces
Née à New York, Abigail est la benjamine de Kim, manager, et de Michael Breslin, expert en télécommunications,,,. Elle a deux frères aînés, Ryan (né en 1985) et Spencer (né en 1992), qui sont tous deux acteurs et musiciens.
Elle a été prénommée Abigail en hommage à Abigail Adams, l'épouse du deuxième président des États-Unis, John Adams.
En 1999, à l'âge de trois ans, Abigail lance sa carrière en tournant dans une publicité pour la chaîne de magasins de jouets Toys "R" Us.
En 2002, à l'âge de cinq ans, elle tourne dans son premier long métrage, le film de science-fiction Signes - aux côtés de Mel Gibson et Joaquin Phoenix. Cette production reçoit de bonnes critiques et rencontre le succès au box-office, avec une recette de 408 millions de dollars (€340 millions) dans le monde entier. La performance d'Abigail lui vaut de très bonnes critiques,.
En 2004, elle joue dans la comédie dramatique Fashion Maman avec son frère Spencer et l'actrice Kate Hudson mais cette production est très mal accueillie par les critiques. La même année, elle joue un rôle mineur dans la comédie Un mariage de princesse avec Anne Hathaway et Julie Andrews mais elle est le rôle principal du drame indépendant Keane. Cette petite production bénéficie d'une sortie limitée dont la recette s'élève à seulement 394 390 dollars dans le monde entier, mais reçoit des critiques positives, ainsi que la performance d'Abigail,.

#### Révélation au cinéma (années 2000)

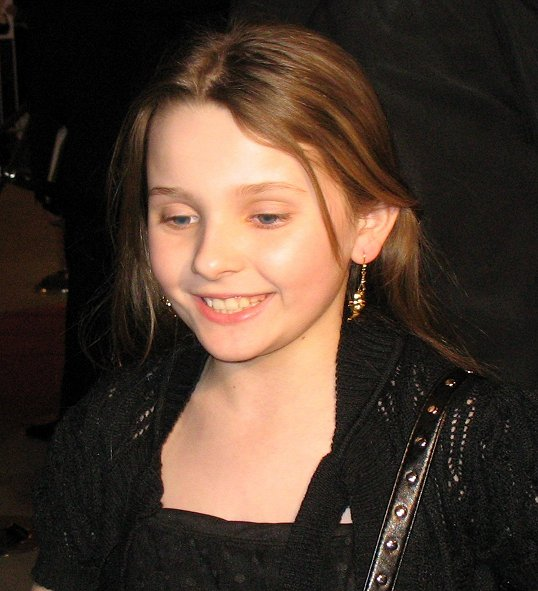
Abigail Breslin lors du Festival international du film de Palm Springs 2007.

C'est en 2006 qu'elle décroche le rôle qui la révèle au grand public, à l'âge de dix ans. Little Miss Sunshine est une comédie dramatique dans laquelle elle joue le rôle d'Olive Hoover, une jeune candidate d'un concours de beauté qui est la cadette d'une famille dysfonctionnelle. Elle n'avait que six ans lorsqu'elle a obtenu ce rôle, soit quatre ans avant le tournage. Ses partenaires, Greg Kinnear et Alan Arkin, ont déclaré qu'ils étaient « éblouis devant son sérieux et son professionnalisme durant le tournage ».
Le film rencontre un important succès commercial. La performance d'Abigail a eu énormément de critiques positives. Grâce à ce rôle, Abigail est nommée pour les Screen Actors Guild Awards, ainsi que pour les Oscars du cinéma dans la catégorie « Meilleur second rôle féminin » ; elle devient alors la quatrième plus jeune actrice à être nommée dans cette même catégorie.
Durant cette période, elle apparaît dans les séries à succès Grey's Anatomy et Ghost Whisperer.
Le 25 février 2007, à dix ans, Abigail co-présente la 79e cérémonie des Oscars avec Jaden Smith. Le 27 octobre 2007, elle a fait ses débuts au théâtre avec la pièce Right You Are (If You Think You Are) à New York. Toujours en 2007, elle figure à la huitième place dans la liste des « revenus des artistes de Young Hollywood » - ayant un revenu de 1,6 million de dollars en 2006.

Elle est ensuite à l'affiche de deux comédies romantiques : D'abord Le Goût de la vie - incarnant la nièce du personnage de Catherine Zeta-Jones. Le film a globalement reçu des critiques négatives, mais il réalise de bons scores au box-office, avec une recette s'élevant à 92 millions de dollars (72 779 360 euros). Puis, Un jour, peut-être - où elle joue le rôle de la fille d'un homme fraîchement divorcé (interprété par Ryan Reynolds). Le film reçoit globalement de bonnes critiques. 

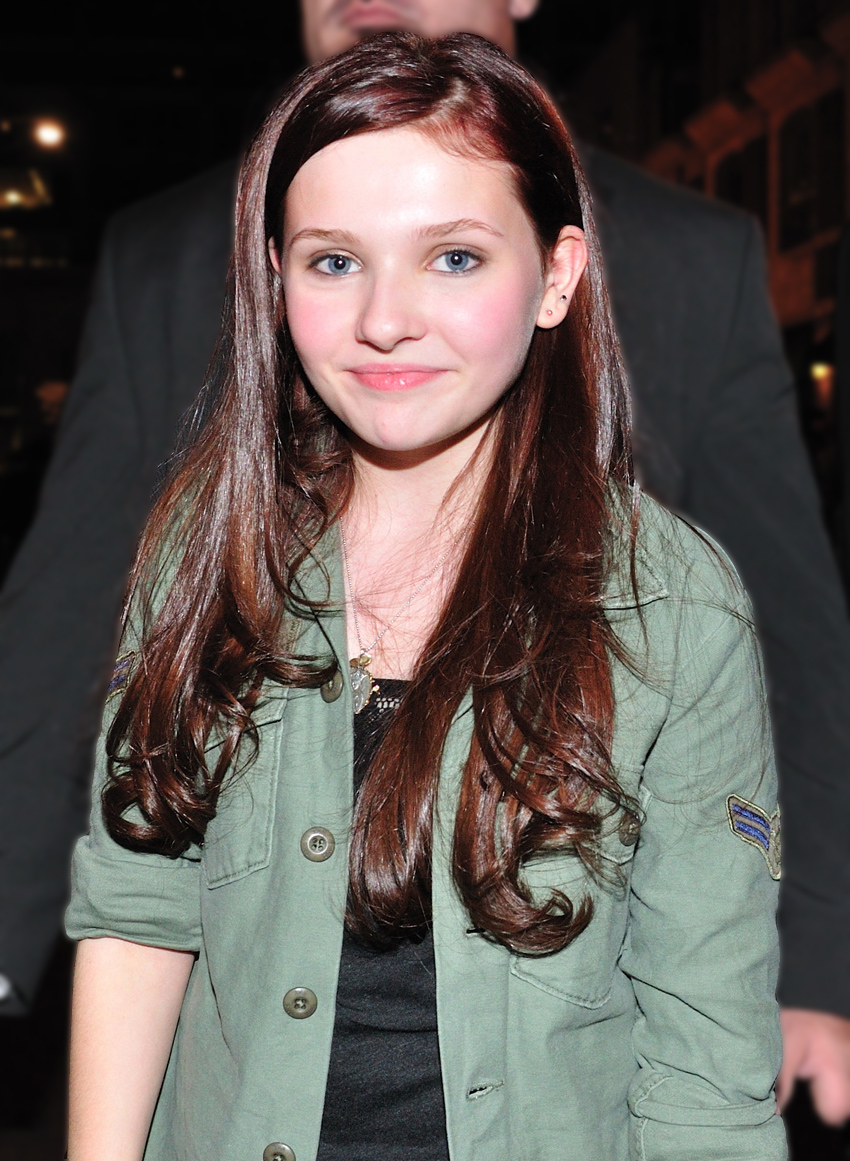
Abigail Breslin lors du festival international du film de Toronto en septembre 2010.

En 2008, à l'âge de douze ans, elle partage la vedette, aux côtés de Jodie Foster, du film fantastique australien L'Île de Nim. Cette grosse production reçoit des critiques mitigées, mais est un succès financier avec une recette de 100 millions de dollars. La même année, elle joue le rôle principal de la comédie dramatique Kit Kittredge : An American Girl. Cette production indépendante reçoit des critiques favorables et réalise une recette de 17 millions de dollars (13 448 360 euros). La performance d'Abigail la confirme auprès de la critique,.
En 2009, à l'âge de treize ans, elle joue dans le drame Ma vie pour la tienne où elle incarne une jeune fille qui ne souhaite plus faire de don d'organes pour sauver sa sœur - atteinte d'une leucémie. Au départ, les sœurs Dakota et Elle Fanning étaient pressenties pour les rôles de Kate et Anna ; cependant, Dakota a refusé de se raser la tête pour le rôle de Kate, elles ont donc été remplacées par Sofia Vassilieva et Abigail. Le film a reçu des critiques mitigées, mais a eu un grand succès au box-office.
Toujours en 2009, elle rejoint la comédie d'horreur Bienvenue à Zombieland - succès critique et public.
En février 2010, à l'âge de treize ans, Abigail joue pour la première fois à Broadway dans le rôle d'Helen Keller, une célèbre activiste sourde, muette et aveugle des années 1920, dans la pièce Miracle en Alabama. The Alliance for Inclusion in the Arts, un groupe de défense des acteurs sourds et aveugles, ont critiqué la production pour ne pas avoir pris une actrice réellement sourde, muette et aveugle pour jouer Helen Keller. L'un des producteurs, David Richenthal, a défendu leur décision en déclarant qu'ils avaient besoin d'une jeune actrice connue : « Il est d'une naïveté de croire que, de nos jours, nous pouvons vendre des tickets d'une pièce de théâtre uniquement sur le potentiel de la production pour que ce soit un grand spectacle, ou sur le potentiel d'une actrice pas connue pour que ce soit une grande performance. ». La performance d'Abigail a globalement reçu d'excellentes critiques,. Cependant, les billets ne se sont pas bien vendus et la pièce s'est arrêtée en avril 2010,.
En septembre 2009, Abigail tourne dans la ville de Des Moines, dans l'Iowa, le film Janie Jones dont elle est l'héroïne ; une jeune fille de treize ans qui a été abandonné par sa mère (interprétée par Elisabeth Shue) et qui informe le célèbre rockeur, Ethan Brand (interprété par Alessandro Nivola), qu'elle est sa fille. Le film est sorti en septembre 2010, lors du festival international du film de Toronto.

#### Confirmation en demi-teinte et télévision (années 2010)

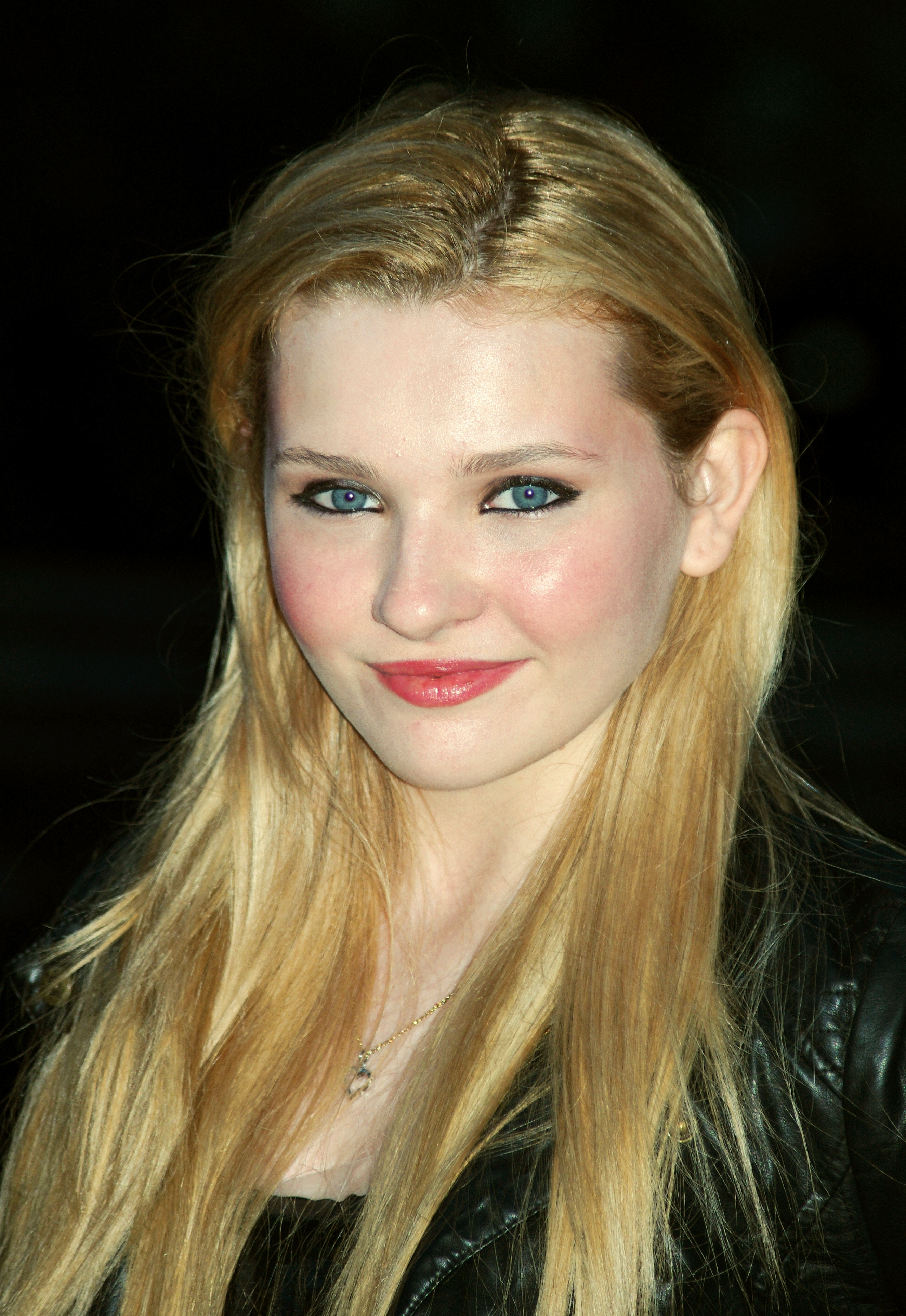
Abigail Breslin lors du festival du film de Tribeca en avril 2011.

En 2011, elle double la voix du personnage Priscilla, une souris, dans le film d'animation Rango. La même année, elle fait partie de la distribution chorale réunie pour la comédie romantique Happy New Year de Garry Marshall - elle joue la fille rebelle du personnage de Sarah Jessica Parker et la petite amie du personnage de Jake T. Austin. Le film est un succès au box-office mais il est, en revanche, laminé par la critique.
En 2013, elle joue dans le thriller The Call aux côtés de l’oscarisée Halle Berry, en dépit d'un accueil critique globalement mitigé, le film rencontre le succès au box-office. Cette même année, elle joue dans une petite production, le film d'horreur Haunter. Elle est aussi à l’affiche du blockbuster La Stratégie Ender, une adaptation cinématographique du roman éponyme de l'auteur Orson Scott Card, mais dont les résultats sont nettement en décalage des attentes de la production.
En juillet 2012, à l'âge de seize ans, elle décroche le rôle de Jean Fordham dans le drame Un été à Osage County qui lui permet de donner la réplique aux actrices réputées Julia Roberts et Meryl Streep. Le film sort le 27 décembre 2013 et reçoit des critiques positives.
En 2014, Abigail est à l'affiche de plusieurs productions : Le film d'action Ultimate Endgame, présenté au Festival international du film de Santa Barbara sort directement en vidéo ; tout comme Final Girl. Elle donne la réplique à Georgie Henley et Mira Sorvino dans le thriller Les Sœurs Anderson, mais cette production passe inaperçue, lorsque Maggie qu'elle porte aux côtés d'Arnold Schwarzenegger, divise les critiques et est un échec cinglant au box-office à la suite d'une sortie limitée.

Ces différents revers l'amènent à se tourner vers la télévision, elle qui n'a, jusqu’à alors, jamais eu de rôles réguliers.

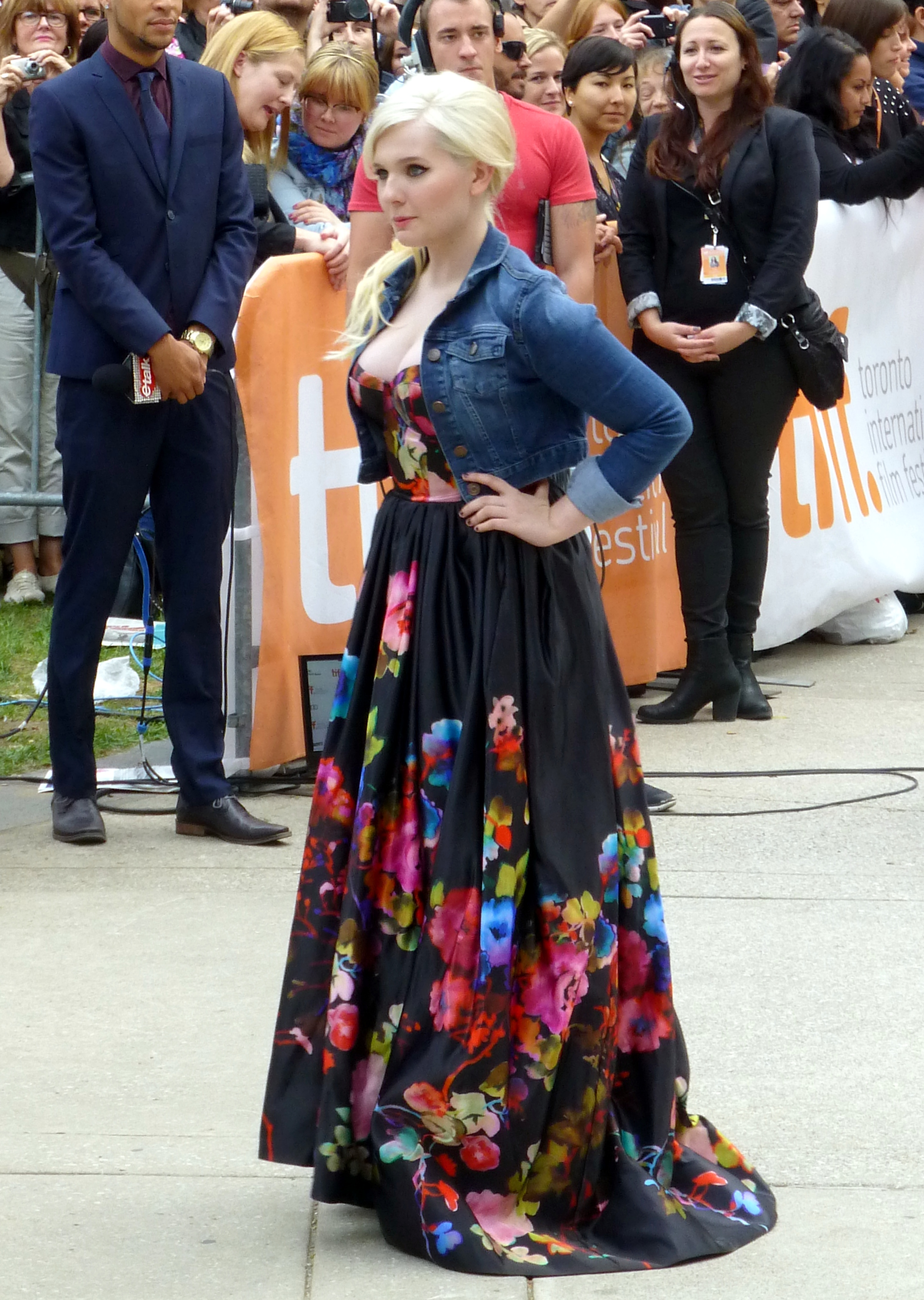
Abigail Breslin à l'avant-première du film Un été à Osage County en septembre 2013.

Entre 2015 et 2016, elle est ainsi membre de la distribution principale de la série Scream Queens. Cette fiction, créée par Ryan Murphy, combine horreur et comédie et lui permet de renouer avec les cérémonies de remises de prix populaires comme les People's Choice Awards et les Teen Choice Awards. Elle y incarne Chanel #5, une jeune femme riche mais incomprise, qui assiste à une série de meurtres des plus parodiques.
La série est cependant annulée après la deuxième saison à la suite d'une baisse des audiences et de la difficulté de trouver un scénario plausible pour une potentielle troisième saison. Au cinéma, elle reste dans le même registre en rejoignant la distribution de la comédie d'action horrifique Fear, Inc., un autre vidéofilm.
En 2017, elle est la vedette du téléfilm Dirty Dancing. C'est un remake du film Dirty Dancing de Emile Ardolino (1987). Dans cette adaptation transposée au petit écran, elle reprend le rôle de Jennifer Grey. En dépit d’un certain succès d’audiences au moment de sa diffusion américaine, les critiques sont très mauvaises. La même année, elle fait un retour précautionneux vers le cinéma indépendant en étant à l'affiche de la comédie dramatique Freak Show avec AnnaSophia Robb, Bette Midler et Laverne Cox.
En 2019, près de dix ans après le premier volet, l'actrice retrouve le personnage de Little Rock pour Bienvenue à Zombieland 2.

### Vie privée
D'octobre 2013 à 2014, Abigail a été en couple avec Jack Barakat, le leader du groupe All Time Low, de huit ans son aîné,,.
Abigail a également entretenu une relation avec Michael Clifford, membre du groupe australien 5 Seconds of Summer. En novembre 2014, Abigail compose une chanson, intitulée You Suck (Tu crains, en français), qui évoque sa relation passée en 2013 avec celui-ci,.
Son père, Michael, s'est éteint de la maladie à coronavirus 2019 le 26 février 2021[réf. nécessaire][pertinence contestée].
C'est le 28 janvier 2023 que Breslin s'est mariée à son petit ami de longue date, Ira Kunyansky[réf. nécessaire].

## Filmographie

### Cinéma
- 2002 : Signes (Signs) de M. Night Shyamalan : Bo Hess
- 2004 : Fashion Maman (Raising Helen) de Garry Marshall : Sarah Davis
- 2004 : Un mariage de princesse (The Princess Diaries 2: Royal Engagement) de Garry Marshall : Parade Girl Carolina
- 2004 : Keane de Lodge Kerrigan : Kira Bedik
- 2005 : Panique à Central Park (Chestnut: Hero of Central Park) de Robert Vince : Ray
- 2006 : Super Noël 3 : Méga Givré (The Santa Clause 3: The Escape Clause) de Michael Lembeck : Trish
- 2006 : Little Miss Sunshine de Jonathan Dayton et Valerie Faris : Olive Hoover
- 2006 : Cinq Toutous prêts à tout (Air Buddies) de Robert Vince : Rosabelle (voix)
- 2006 : The Ultimate Gift de Michael O. Sajbel : Emily Rose
- 2007 : Le Goût de la vie (No Reservations) de Scott Hicks : Zoé
- 2008 : L'Île de Nim (Nim's Island) de Jennifer Flackett et Mark Levin : Nim Rusoe
- 2008 : Un jour, peut-être (Definitely, Maybe) de Adam Brooks : Maya Hayes
- 2008 : Kit Kittredge, journaliste en herbe (Kit Kittredge: An American Girl) de Patricia Rozema : Kit Kittredge
- 2009 : Ma vie pour la tienne (My Sister's Keeper) de Nick Cassavetes : Andromeda « Anna » Fitzgerald
- 2009 : Bienvenue à Zombieland (Zombieland) de Ruben Fleischer : Little Rock
- 2010 : Quantum Quest: A Cassini Space Odyssey de Harry 'Doc' Kloor et Dan St. Pierre (en) : Jeana (voix)
- 2011 : Janie Jones de David M. Rosenthal : Janie Jones
- 2011 : Rango de Gore Verbinski : Priscilla (voix)
- 2011 : Happy New Year (New Year's Eve) de Garry Marshall : Hailey
- 2012 : Drôles d'oiseaux (Zambezia) de Wayne Thornley : Zoe (voix)
- 2013 : Haunter de Vincenzo Natali : Lisa
- 2013 : The Call de Brad Anderson : Casey Welson
- 2013 : La Stratégie Ender (Ender's Game) de Gavin Hood : Valentine Wiggin
- 2014 : Ultimate Endgame (Wicked Blood) de Mark Young : Hannah Lee Baker
- 2014 : Les Sœurs Anderson (Perfect Sisters) de Stanley M. Brooks : Sandra Anderson
- 2014 : Un été à Osage County (August: Osage County) de John Wells : Jean Fordham
- 2015 : Final Girl : La Dernière Proie (Final Girl) de Tyler Shields (en) : Veronica
- 2015 : Maggie de Henry Hobson : Maggie Vogel
- 2016 : Fear, Inc. (en) de Vincent Masciale : Jennifer Adams
- 2017 : Freak Show de Trudie Styler : Lynette
- 2017 : Yamasong: March of the Hollows de Sam Koji Hale : Nani (voix)
- 2019 : Retour à Zombieland (Zombieland: Double Tap) de Ruben Fleischer : Little Rock
- 2020 : Stillwater de Tom McCarthy : Allison Baker
- 2022 : Les Proies (Slayers) de K. Asher Levin : Jules
- 2023 : Miranda's Victim de Michelle Danner : Trish Weir
- 2024 : The Spy Code de Roel Reiné : Kacey Walker

### Télévision

#### Séries télévisées
- 2002 : Le Justicier de l'ombre (Hack) : Kayla Adams (1 épisode)
- 2002 : Ce que j'aime chez toi (What I Like About You) : Josie (1 épisode)
- 2004 : NCIS : Enquêtes spéciales : Sandy Watson (saison 2, épisode 1)
- 2004 : New York, unité spéciale (Law & Order: Special Victims Unit) : Patty Branson (saison 6, épisode 1)
- 2006 : Grey's Anatomy : Megan Clover (saison 3, épisode 3)
- 2006 : Ghost Whisperer : Sarah Applewhite (saison 1, épisode 15)
- 2015-2016 : Scream Queens : Libby « Chanel #5 » Putney[74] (rôle principal - 23 épisodes)

#### Téléfilms
- 2005 : Une famille pour Charlie (Family Plan) de David S. Cass Sr. : Nicole Dobson
- 2017 : Dirty Dancing de Wayne Blair : Frances « Baby » Houseman

## Voix francophones
En France, Claire Bouanich, Lutèce Ragueneau et Zina Khakhoulia sont les voix françaises les plus régulières d'Abigail Breslin.
Au Québec, Juliette Mondoux est la voix régulière de l'actrice.
En France
| - Claire Bouanich dans : - Signes - L'Île de Nim - Bienvenue à Zombieland - Retour à Zombieland - Fily Keita dans : - NCIS : Enquêtes spéciales (série télévisée) - New York, unité spéciale (série télévisée) - The Spy Code (en) - Lutèce Ragueneau dans : - The Call - La Stratégie Ender - Maggie - Zina Khakhoulia dans : - Les Sœurs Anderson - Scream Queens (série télévisée) - Dirty Dancing (téléfilm) | - Florine Orphelin dans : - Little Miss Sunshine (version télévisée) - Ma vie pour la tienne - Emmylou Homs dans : - Le Goût de la vie - Happy New Year Et aussi - Charlotte Cumer dans Little Miss Sunshine (version cinéma et DVD) - Charlotte Piazza dans Rango (voix) - Kelly Marot dans Haunter - Sarah Brannens dans Un été à Osage County - Juliette Allain dans Stillwater |

Au Québec
| - Juliette Mondoux dans : - Bien sûr, peut-être - Les aventures de Kit Kittredge - Ma vie pour la tienne - Zombieland - La Veille du Nouvel An - La Stratégie Ender - Ludivine Reding dans : - Chestnut : le Héros de Central Park - Rango (voix) - Zombieland : Le doublé - Rosemarie Houde dans : - Tante Helen - Table pour trois | Et aussi - Charlotte Mondoux dans Signes - Catherine Brunet dans Aventures à Zambezia - Sarah-Jeanne Labrosse dans L'Appel |

## Distinctions

### Récompenses
- 2006 : Alliance of Women Film Journalists Awards de la meilleure performance pour une jeune actrice dans une comédie dramatique pour Little Miss Sunshine (2006).
- 2006 : Awards Circuit Community Awards de la meilleure distribution dans une comédie dramatique pour Little Miss Sunshine (2006) partagée avec Greg Kinnear, Toni Collette, Alan Arkin, Steve Carell et Paul Dano.
- 2006 : Dublin Film Critics Circle Awards de la meilleure actrice dans un second rôle dans une comédie dramatique pour Little Miss Sunshine (2006).
- 2006 : Golden Schmoes Awards de la meilleure actrice de l'année dans un second rôle dans une comédie dramatique pour Little Miss Sunshine (2006).
- 2006 : Las Vegas Film Critics Society Awards de la meilleure jeune actrice dans une comédie dramatique pour Little Miss Sunshine (2006).
- Phoenix Film Critics Society Awards 2006 : 
  - Meilleure distribution dans une comédie dramatique pour Little Miss Sunshine (2006) partagée avec Greg Kinnear, Toni Collette, Alan Arkin, Steve Carell et Paul Dano.
  - Meilleure performance pour une jeune actrice dans un second rôle dans une comédie dramatique pour Little Miss Sunshine (2006).
- 2006 : Festival international du film de Tokyo de la meilleure actrice dans une comédie dramatique pour Little Miss Sunshine (2006).
- 2006 : Women Film Critics Circle Awards de la meilleure jeune actrice dans une comédie dramatique pour Little Miss Sunshine (2006).
- 12e cérémonie des GCritics Choice Awards 2007 : Meilleure jeune actrice dans une comédie dramatique pour Little Miss Sunshine (2006).
- 2007 : Gold Derby Awards de la meilleure distribution dans une comédie dramatique pour Little Miss Sunshine (2006) partagée avec Greg Kinnear, Toni Collette, Alan Arkin, Steve Carell, et Paul Dano.
- 2007 : Iowa Film Critics Association de la meilleure actrice dans un second rôle dans une comédie dramatique pour Little Miss Sunshine (2006).
- 2007 : Online Film & Television Association Awards de la meilleure jeune actrice dans une comédie dramatique pour Little Miss Sunshine (2006).
- 2007 : Online Film Critics Society Awards de la meilleure actrice dans un second rôle dans une comédie dramatique pour Little Miss Sunshine (2006).
- 13e cérémonie des Screen Actors Guild Awards 2007 : Meilleur distribution dans une comédie dramatique pour Little Miss Sunshine (2006) partagée avec Greg Kinnear, Toni Collette, Alan Arkin, Steve Carell, et Paul Dano.
- 2007 : Young Artist Awards de la meilleure performance pour une jeune actrice dans une comédie dramatique pour Little Miss Sunshine (2006).
- Festival du film de Giffoni 2008 : Lauréate du Prix Explosive Talent.
- 2008 : ShoWest Convention : Lauréate du Prix de la star féminine de demain.
- 2008 : Women Film Critics Circle Awards de la meilleure jeune actrice dans un drame familial pour Kit Kittredge: An American Girl (2008) et dans un drame romantique pour Un jour, peut-être (2008)
- 2009 : Young Artist Awards de la meilleure jeune distribution dans un drame familial pour Kit Kittredge: An American Girl (2008) partagée avec Madison Davenport, Austin Macdonald, Zach Mills, Willow Smith et Max Thieriot.
- 2009 : Young Hollywood Awards de la jeune vétéran la plus cool.
- 2010 : Young Artist Awards de la meilleure performance pour une jeune actrice dans une comédie dramatique pour Ma vie pour la tienne (2009).
- 2013 : Capri de la meilleure distribution dans un drame pour Un été à Osage County (2013) partagé avec Meryl Streep, Julia Roberts, Sam Shepard, Margo Martindale, Benedict Cumberbatch, Ewan McGregor et Dermot Mulroney.
- 2013 : Festival du film de Hollywood de la meilleure distribution de l'année dans un drame pour Un été à Osage County (2013) partagé avec Meryl Streep, Julia Roberts, Ewan McGregor, Chris Cooper, Benedict Cumberbatch, Juliette Lewis, Margo Martindale, Dermot Mulroney, Julianne Nicholson, Sam Shepard et Misty Upham.
- 3e cérémonie des Nevada Film Critics Society Awards 2013 : Meilleure distribution dans un drame pour Un été à Osage County (2013) partagé avec Benedict Cumberbatch, Chris Cooper, Juliette Lewis, Margo Martindale, Ewan McGregor, Dermot Mulroney, Julianne Nicholson, Julia Roberts, Sam Shepard, Meryl Streep et Misty Upham.
- 2023 : 8 And HalFilm Awards du meilleur court-métrage narratif pour The Cannibals' (2023) partagée avec Kim Hopkins.
- 2023 : Frida Film Festival de la meilleure actrice dans un court-métrage narratif pour The Cannibals' (2023) partagée avec Kim Hopkins.
- 2023 : Frida Film Festival du meilleur scénario dans un court-métrage narratif pour The Cannibals' (2023) partagée avec Kim Hopkins.
- 2023 : Frida Film Festival du meilleur court-métrage narratif pour The Cannibals' (2023) partagée avec Kim Hopkins.
- 2023 : Hollywood Blood Horror Festival de la meilleure productrice dans un court-métrage narratif pour The Cannibals' (2023) partagée avec Kim Hopkins.
- 2023 : Hollywood Blood Horror Festival du meilleur réalisatrice dans un court-métrage narratif pour The Cannibals' (2023) partagée avec Kim Hopkins.
- 2023 : Hollywood Blood Horror Festival du meilleur court-métrage sombre pour The Cannibals' (2023) partagée avec Kim Hopkins.
- 2023 : Hollywood Blood Horror Festival de la meilleure actrice dans un court-métrage narratif pour The Cannibals' (2023).
- 2023 : Hollywood Blood Horror Festival de la meilleure distribution dans un court-métrage narratif pour The Cannibals' (2023) partagée avec Kim Hopkins, Al Ortega, Bobby Burkich et Ryan Alan Mitchell.
- IndieX Film Festival 2023 : Lauréate du Prix du Jury du meilleur court-métrage pour The Cannibals' (2023) partagée avec Kim Hopkins.
- 2023 : IndieX Film Festival du meilleur duo d'actrice dans un court-métrage narratif pour The Cannibals' (2023).
- 2023 : IndieX Film Festival du meilleur court-métrage sombre pour The Cannibals' (2023) partagée avec Kim Hopkins.
- 2023 : IndieX Film Festival de la meilleure réalisatrice dans un court-métrage narratif pour The Cannibals' (2023) partagée avec Kim Hopkins.
- 2023 : IndieX Film Festival de la meilleure web série / Pilote TV pour The Cannibals' (2023) partagée avec Kim Hopkins.
- 2023 : Vegas Shorts Festival du meilleur court-métrage narratif pour The Cannibals' (2023) partagée avec Kim Hopkins et Maneater Productions.

### Nominations
- 2003 : Phoenix Film Critics Society Awards de la meilleure performance pour une jeune actrice dans un second rôle dans un drame de science-fiction pour Signes (2002).
- 2003 : Young Artist Awards de la meilleure performance pour une jeune actrice de moins de dix ans dans un drame de science-fiction pour Signes (2002).
- 2006 : Awards Circuit Community Awards de la meilleure actrice dans un second rôle dans une comédie dramatique pour Little Miss Sunshine (2006).
- 19e cérémonie des Chicago Film Critics Association Awards 2006 : Meilleure actrice dans un second rôle dans une comédie dramatique pour Little Miss Sunshine (2006).
- 2006 : Golden Schmoes Awards de la meilleure révélation féminine de l'année dans une comédie dramatique pour Little Miss Sunshine (2006).
- Gotham Independent Film Awards 2006 : 
  - Meilleure distribution dans une comédie dramatique pour Little Miss Sunshine (2006) partagée avec Toni Collette, Greg Kinnear, Steve Carell, Alan Arkin et Paul Dano.
  - Meilleure révélation féminine dans une comédie dramatique pour Little Miss Sunshine (2006).
- 11e cérémonie des Satellite Awards 2006 : Meilleure actrice dans un second rôle dans une comédie dramatique pour Little Miss Sunshine (2006).
- 2006 : St. Louis Film Critics Association Awards de la meilleure actrice dans un second rôle dans une comédie dramatique pour Little Miss Sunshine (2006).
- 60e cérémonie des British Academy Film Awards 2007 : Meilleure actrice dans un second rôle dans une comédie dramatique pour Little Miss Sunshine (2006).
- 5e cérémonie des Central Ohio Film Critics Association Awards 2007 : Meilleure distribution dans une comédie dramatique pour Little Miss Sunshine (2006) partagée avec Toni Collette, Greg Kinnear, Steve Carell, Alan Arkin et Paul Dano.
- 7e cérémonie des Empire Awards 2007 : Meilleure espoir féminin dans une comédie dramatique pour Little Miss Sunshine (2006).
- 2007 : Gold Derby Awards de la meilleure actrice dans un second rôle dans une comédie dramatique pour Little Miss Sunshine (2006).
- 2007 : MTV Movie Awards de la meilleure révélation féminine dans une comédie dramatique pour Little Miss Sunshine (2006).
- 2007 : Online Film & Television Association Awards de la meilleure révélation féminine dans une comédie dramatique pour Little Miss Sunshine (2006).
- 79e cérémonie des Oscars 2007 : Meilleure actrice dans un second rôle dans une comédie dramatique pour Little Miss Sunshine (2006).
- 13e cérémonie des Screen Actors Guild Awards 2007 : Meilleure actrice dans un second rôle dans une comédie dramatique pour Little Miss Sunshine (2006).
- 10e cérémonie des Teen Choice Awards 2008 : Meilleure actrice dans une comédie d'aventure pour L'île de Nim (2007).
- 2008 : Young Artist Awards de la meilleure performance pour une jeune actrice de moins de dix ans dans un drame romantique pour Le Goût de la vie (2007).
- 2009 : Young Artist Awards de la meilleure performance pour une jeune actrice principale dans un drame familial pour Kit Kittredge: An American Girl (2008).
- 2010 : Scream Awards de la meilleure actrice dans un second rôle dans une comédie d'horreur pour Bienvenue à Zombieland (2009).
- 2012 : BTVA Feature Film Voice Acting Awards de la meilleure performance vocale féminine dans une comédie d'animation pour Rango (2011).
- 2012 : Young Artist Awards de la meilleure performance vocale féminine pour une jeune actrice dans une comédie d'animation pour Rango (2011).
- 7e cérémonie des Detroit Film Critics Society Awards 2013 : Meilleure distribution dans un drame pour Un été à Osage County (2013) partagée avec Chris Cooper, Benedict Cumberbatch, Juliette Lewis, Margo Martindale, Ewan McGregor, Dermot Mulroney, Julianne Nicholson, Julia Roberts, Sam Shepard, Meryl Streep et Misty Upham.
- 8e cérémonie des EDA Awards 2013 : 
  - Plus grande différence d'âge entre le personnage principal et sa promise partagée avec Dermot Mulroney dans un drame pour Un été à Osage County (2013).
  - Meilleure distribution dans un drame pour Un été à Osage County (2013) partagée avec Chris Cooper, Benedict Cumberbatch, Juliette Lewis, Margo Martindale, Ewan McGregor, Dermot Mulroney, Julianne Nicholson, Julia Roberts, Sam Shepard, Meryl Streep et Misty Upham.
- 2013 : Indiewire Critics' Poll de la meilleure distribution dans un drame pour Un été à Osage County (2013) partagée avec Chris Cooper, Benedict Cumberbatch, Juliette Lewis, Margo Martindale, Ewan McGregor, Dermot Mulroney, Julianne Nicholson, Julia Roberts, Sam Shepard, Meryl Streep et Misty Upham.
- 14e cérémonie des Phoenix Film Critics Society Awards 2013 : Meilleure distribution dans un drame pour Un été à Osage County (2013) partagée avec Chris Cooper, Benedict Cumberbatch, Juliette Lewis, Margo Martindale, Ewan McGregor, Dermot Mulroney, Julianne Nicholson, Julia Roberts, Sam Shepard, Meryl Streep et Misty Upham.
- 12e cérémonie des Washington DC Area Film Critics Association Awards 2013 : Meilleure distribution dans un drame pour Un été à Osage County (2013) partagée avec Chris Cooper, Benedict Cumberbatch, Juliette Lewis, Margo Martindale, Ewan McGregor, Dermot Mulroney, Julianne Nicholson, Julia Roberts, Sam Shepard, Meryl Streep et Misty Upham.
- 10e cérémonie des Women Film Critics Circle Awards 2013 : Meilleure distribution féminine dans un drame pour Un été à Osage County (2013) partagée avec Meryl Streep, Julia Roberts, Margo Martindale, Juliette Lewis, Julianne Nicholson et Misty Upham.
- 19e cérémonie des Critics' Choice Movie Awards 2014 : Meilleure distribution dans un drame pour Un été à Osage County (2013) partagée avec Chris Cooper, Benedict Cumberbatch, Juliette Lewis, Margo Martindale, Ewan McGregor, Dermot Mulroney, Julianne Nicholson, Julia Roberts, Sam Shepard, Meryl Streep et Misty Upham.
- 2014 : Gold Derby Awards de la meilleure distribution dans un drame pour Un été à Osage County (2013) partagée avec Meryl Streep, Julia Roberts, Sam Shepard, Dermot Mulroney, Ewan McGregor, Margo Martindale, Chris Cooper, Benedict Cumberbatch, Julianne Nicholson, Misty Upham et Juliette Lewis.
- 20e cérémonie des Screen Actors Guild Awards 2014 : Meilleure distribution dans un drame pour Un été à Osage County (2013) partagée avec Chris Cooper, Benedict Cumberbatch, Juliette Lewis, Margo Martindale, Ewan McGregor, Dermot Mulroney, Julianne Nicholson, Julia Roberts, Sam Shepard, Meryl Streep et Misty Upham.
- 2014 : Seattle Film Critics Association Awards de la meilleure distribution dans un drame pour Un été à Osage County (2013) partagée avec Chris Cooper, Benedict Cumberbatch, Juliette Lewis, Margo Martindale, Ewan McGregor, Dermot Mulroney, Julianne Nicholson, Julia Roberts, Sam Shepard, Meryl Streep et Misty Upham.
- 2016 : Fangoria Chainsaw Awards de la meilleure actrice dans un drame d'horreur pour Maggie (2015).
- 2016 : Young Artist Awards de la meilleure performance pour une jeune actrice principale dans un drame d'horreur pour Maggie (2015).